# Antonne-et-Trigonant
Antonne-et-Trigonant è un comune francese di 1 312 abitanti situato nel dipartimento della Dordogna, nella regione della Nuova Aquitania.

## Società

### Evoluzione demografica
Abitanti censiti